# Cerreta Sant'Antonio
Cerreta Sant'Antonio è una frazione del comune di Seravezza, in provincia di Lucca, nella quale risiedono circa 70 abitanti.
L'abitato si trova a circa 221 metri s.l.m.

## Storia
Il paese di Cerreta Sant'Antonio, venne fondato nel 945 d.C., con il nome di Cerreto o Cereto. Originariamente era abitato da contadini e pastori, i quali vi avevano tracciato soltanto due strade: le cosiddette "via di sopra" e "via di sotto". Nella seconda metà del 1500, fu invece edificata la chiesa parrocchiale, dedicata a Sant'Antonio, mentre alla fine del 1700, vennero costruite due fontane che tutt'oggi hanno sede nel paese: una dell'acquedotto e una collegata ad una fonte acquifera che nasce un centinaio di metri sopra l'abitato.

## La chiesa
La chiesetta, consacrata nel 1613, fu restaurata nel corso del XIX secolo.
All'interno si presenta con una navata centrale e due cappelle messe a navata nella parte sinistra. Gli altarini minori sono tutti e due dedicati alla Madonna: il primo (procedendo dall'ingresso, verso l'altare centrale), datato 1800, contiene un quadro raffigurante la Madonna con il bambino; l'altro contiene invece una statua in gesso della Madonna, il cui abito, esposto solo in particolari e importanti occasioni, fu ricamato dalle donne del paese utilizzando il telo di un paracadute bianco, rinvenuto nel bosco circostante. Il soffitto centrale della chiesa parrocchiale presenta una volta a botte, mentre nella navata sinistra, delle due cappelle, si ha un soffitto a crociera. Infine sopra l'ingresso maggiore si trova un piccolo organo, non più in uso, sostenuto da un palco in legno.
Sopra il tetto della chiesa è stato costruito un piccolo campanile, alto circa 15 metri; il quale possiede tre piccole campane: secondo un antico testo, la campana maggiore peserebbe 496 libbre, l'equivalente di circa 279 kg, (che approssimativamente equivarrebbe a una campana con il diametro di 67 centimetri). Sulla torre è poi presente una seconda e più piccola campanella, di circa 21,2 centimetri di diametro, che ha la funzione di richiamo per la messa.